# 托氏大鮈鱥
托氏大鮈鱥（学名：Macrhybopsis tomellerii）为輻鰭魚綱鯉形目雅羅魚科的其中一種，分布於北美洲美國密西西比州和路易斯安那州東南部的珍珠河和帕斯卡古拉河流域，種名tomellerii，係以居住在利伍德 (堪薩斯州)的生物插畫家Joseph R. Tomelleri命名，他為北美淡水魚繪製的無與倫比且精心繪製的彩色插圖，本種棲息在沙石底質的溪流，體長可達4.8公分，生活習性不明。